# Küchengarn

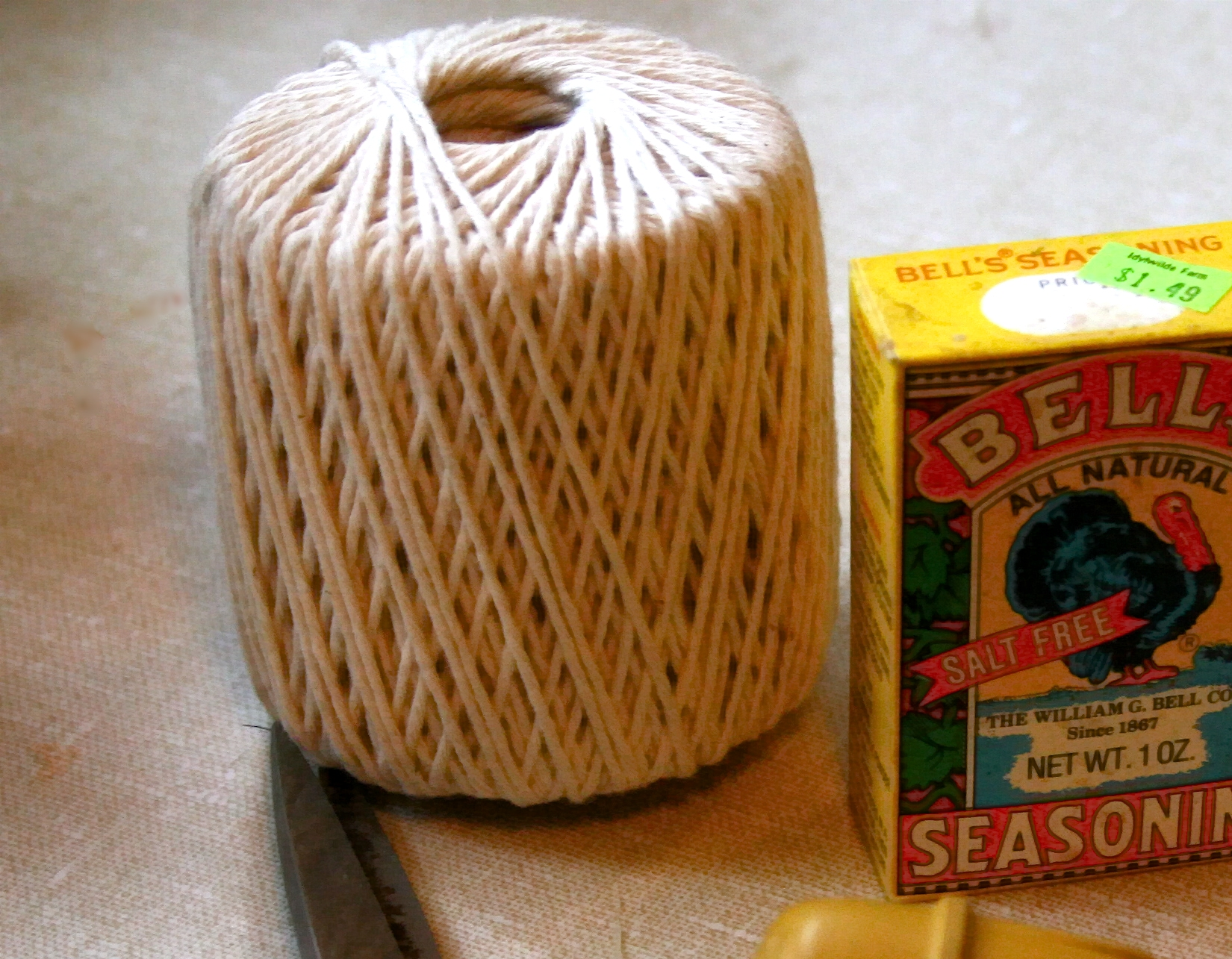
Küchengarn (aus gedrehten Baumwollfäden)

Küchengarn, auch als Küchen-, Grill- und/oder Bratenschnur, Küchenkordel oder Rollbraten-Faden bekannt, kann beim Kochen vielfältig eingesetzt werden. Das spezielle Garn dient vor allem als Hilfsmittel beim Formen von Fleisch, Fisch oder Gemüse zum Fixieren der Lebensmittel, wie unter anderem beim Wickeln, Bridieren und Bardieren. Verwendet wird es insbesondere bei Rollbraten, bei Rouladen aus Fleisch- oder Kohlsorten und beim Formen von Geflügel. Darüber hinaus findet es Verwendung beim Bündeln, Dressieren und Rollen von Lebensmitteln.
Küchengarn besteht aus lebensmittelechtem und geschmacksneutralem sowie koch- und bratfestem Baumwollgarn, das in der Regel aus zwei oder drei Fäden gedreht wird und eine Stärke von zirka 2,5 mm oder mehr hat. Im Handel ist es in mehreren Farben, meistens jedoch ungefärbt, und als Knäuel erhältlich. Teils wird es zusammen mit einem Fadenspender mit Abschneider und Fadenbremse angeboten, der als „Bindfaden-Box“ oder „Kordelbox“ o. Ä. aus Metall oder Kunststoff aber auch separat erhältlich ist.
Verwandte Produkte sind Wurstgarn und Schinkenfaden, teils auch als Metzgergarn, Schinkengarn oder Metzgerfaden bezeichnet. Sie bestehen aus einem gezwirnten, sehr reißfesten Garn bzw. „Faden“ von zirka 1,5 bzw. zirka 2,5 mm Stärke oder mehr, der zwei- oder dreifädig und beim Schinkenfaden typischerweise oft rot-weiß ausgebildet ist. Wurstgarn wird in der Fleischproduktion und -verarbeitung verwendet, wie zum Beispiel bei der Wurstherstellung zum Abbinden der einzelnen Würste. Es besteht ebenfalls aus lebensmittelechter und hitzebeständiger Baumwolle. Außerdem wird Wurstgarn inzwischen auch aus wasserfestem und hitzebeständigem Kunststoffgarn in verschiedenen Farben hergestellt und angeboten; teils in Form von vorkonfektionierten sogenannten Wurstgarnschlaufen, die sich mit Klipperautomaten befestigen lassen. Die Kunststoffgarne sollten allerdings nicht in direkten Kontakt mit Feuer gebracht werden, da die Kunstfasern sich sonst auflösen.
Wurstgarn aus Baumwolle kann teils auch als Ersatz für Küchengarn genommen werden; dies gilt jedoch nicht für diejenigen Baumwoll-Wurstgarne mit etwas groberer Faserstruktur („Bindfaden-ähnlich“), da dadurch Faserbestandteile in die Speisen geraten können. Wurstgarne aus Kunststoff sind hingegen als etwaiger Ersatz für Küchengarn gänzlich ungeeignet, da sie sich bei hoher Hitze (z. B. beim Anbraten) oder bei offener Flamme (z. B. beim Grillen) auflösen können.
Bei der Benutzung ist generell zu beachten, dass die unbenutzte Garnrolle bzw. das restliche Garn nicht mit Fleischsaft etc. in Berührung kommt, da es sonst faulig werden kann. Die Garne sind ungenießbar und werden in der Regel vor dem Anrichten und Servieren entfernt.